# Neogene reevi
Neogene reevi is een vlinder uit de familie van de pijlstaarten (Sphingidae). De wetenschappelijke naam van de soort is voor het eerst geldig gepubliceerd in 1882 door Herbert Druce.